# Seznam náměstí v Brně

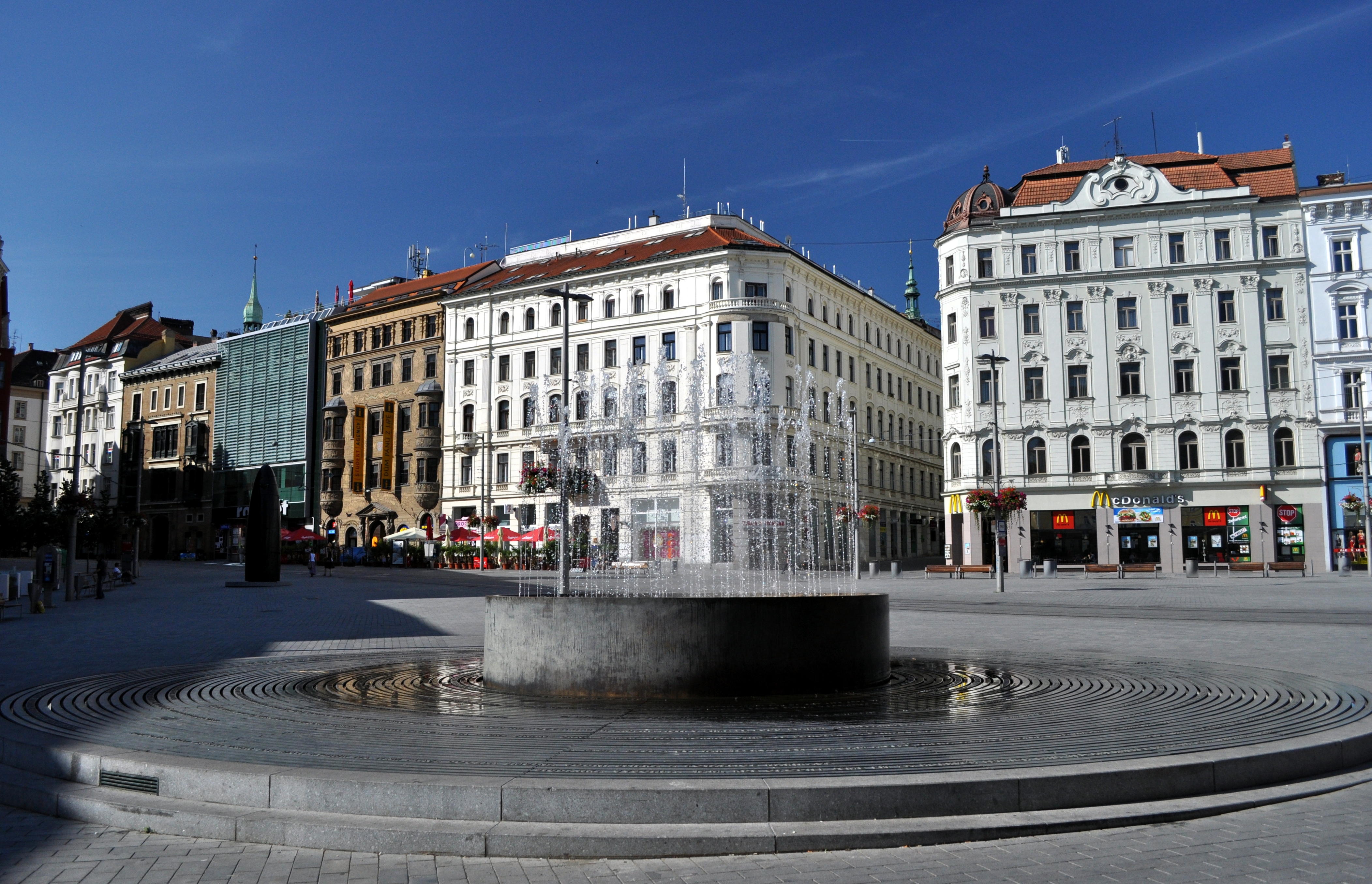
Brněnské centrální náměstí Svobody

Seznam náměstí v Brně obsahuje výčet veřejných prostranství, která mají v pojmenování obsažen výraz „náměstí“. Náměstí jsou seřazena abecedně podle současného názvu, u každého z nich je uvedena městská část a katastrální území (viz článek Členění Brna), kde se nachází.
Kurzívou jsou označena náměstí, jejichž názvy byly zrušeny a jejich plocha rozdělena mezi okolní ulice. V takovém případě je v náměstí zařazeno podle posledního používaného názvu.
Ve výčtu se nacházejí i dvě prostranství (Obilní trh a Zelný trh), která výraz „náměstí“ ve svém názvu nemají. Svým charakterem se ale o náměstí jedná a rovněž v minulosti jejich pojmenování výraz „náměstí“ obsahovala.
Zvláštní postavení má tzv. Římské náměstí, což je v současné době pouze lidové označení části Františkánské ulice v historickém centru Brna. Prostor byl jako Římské náměstí (či náměstíčko) nazýván od roku 1744, při úředním pojmenování ulic v roce 1867 se ale stal součástí Františkánské ulice. Označení Římské náměstí se ale neoficiálně používá dodnes.

## Seznam
| Název                                  | Obrázek                       | Městská část                                                   | Katastrální území   | Poznámky |
| -------------------------------------- | ----------------------------- | -------------------------------------------------------------- | ------------------- | --- |
| Bosonožské náměstí                     |                               | Brno-Bosonohy (49°10′33″ s. š., 16°31′48″ v. d.)               | Bosonohy            | |
| Burianovo náměstí                      | Burianovo náměstí             | Brno-Žabovřesky (49°12′44″ s. š., 16°34′43″ v. d.)             | Žabovřesky          | |
| Dominikánské náměstí                   | Dominikánské náměstí          | Brno-střed (49°11′38″ s. š., 16°36′24″ v. d.)                  | Město Brno          | |
| Faměrovo náměstí                       |                               | Brno-Černovice (49°10′34″ s. š., 16°38′24″ v. d.)              | Černovice           | |
| Halasovo náměstí                       | Halasovo náměstí              | Brno-sever (49°13′23″ s. š., 16°37′32″ v. d.)                  | Lesná               | |
| Horácké náměstí                        | Horácké náměstí               | Brno-Řečkovice a Mokrá Hora (49°14′51″ s. š., 16°35′6″ v. d.)  | Řečkovice           | |
| Hoškovo náměstí                        |                               | Brno-Líšeň (49°11′48″ s. š., 16°41′52″ v. d.)                  | Líšeň               | Název přijat 1997, k realizaci zástavby však nedošlo. Roku 2006 bylo zrušeno a nahrazeno názvem ulice Metoděje Hoška v tomtéž místě.          |
| Horní náměstí                          |                               | Brno-Bystrc (49°13′5″ s. š., 16°30′20″ v. d.)                  | Bystrc              | |
| Chaloupeckého náměstí                  |                               | Brno-Královo Pole (49°12′43″ s. š., 16°35′58″ v. d.)           | Ponava              | |
| Chrlické náměstí                       | Chrlické náměstí              | Brno-Chrlice (49°8′11″ s. š., 16°39′10″ v. d.)                 | Chrlice             | |
| Ivanovické náměstí                     | Ivanovické náměstí            | Brno-Tuřany (49°9′11″ s. š., 16°39′14″ v. d.)                  | Brněnské Ivanovice  | |
| Jakubské náměstí                       | Jakubské náměstí              | Brno-střed (49°11′48″ s. š., 16°36′33″ v. d.)                  | Město Brno          | |
| Janáčkovo náměstí                      | Janáčkovo náměstí             | Brno-střed (49°12′4″ s. š., 16°36′11″ v. d.)                   | Veveří              | |
| Jihomoravské náměstí                   |                               | Brno-Slatina (49°10′50″ s. š., 16°41′11″ v. d.)                | Slatina             | |
| Jižní náměstí                          | Jižní náměstí                 | Brno-jih (49°9′10″ s. š., 16°37′24″ v. d.)                     | Dolní Heršpice      | |
| Juliánovské náměstí                    | Juliánovské náměstí           | Brno-Židenice (49°11′31″ s. š., 16°39′15″ v. d.)               | Židenice            | |
| Kapucínské náměstí                     | Kapucínské náměstí            | Brno-střed (49°11′30″ s. š., 16°36′35″ v. d.)                  | Město Brno          | |
| Karáskovo náměstí                      | Karáskovo náměstí             | Brno-Židenice (49°11′51″ s. š., 16°38′24″ v. d.)               | Židenice            | |
| Komenského náměstí                     | Komenského náměstí            | Brno-střed (49°11′48″ s. š., 16°36′13″ v. d.)                  | Město Brno          | |
| Konečného náměstí                      | Konečného náměstí             | Brno-střed (49°12′17″ s. š., 16°35′40″ v. d.)                  | Veveří              | |
| Křivánkovo náměstí                     | Křivánkovo náměstí            | Brno-Žebětín (49°12′25″ s. š., 16°29′16″ v. d.)                | Žebětín             | |
| Londýnské náměstí                      | Londýnské náměstí             | Brno-střed (49°10′17″ s. š., 16°35′55″ v. d.)                  | Štýřice             | |
| Makovského náměstí                     | Makovského náměstí            | Brno-Žabovřesky (49°13′5″ s. š., 16°34′36″ v. d.)              | Žabovřesky          | |
| Malinovského náměstí                   | Malinovského náměstí          | Brno-střed (49°11′45″ s. š., 16°36′50″ v. d.)                  | Město Brno          | |
| Mariánské náměstí                      | Mariánské náměstí             | Brno-jih (49°10′28″ s. š., 16°37′20″ v. d.)                    | Komárov             | |
| Mendlovo náměstí                       | Mendlovo náměstí              | Brno-střed (49°11′26″ s. š., 16°35′40″ v. d.)                  | Staré Brno          | |
| Mikuláškovo náměstí                    |                               | Brno-Starý Lískovec (49°10′13″ s. š., 16°34′ v. d.)            | Starý Lískovec      | |
| Mojmírovo náměstí                      | Mojmírovo náměstí             | Brno-Královo Pole (49°13′30″ s. š., 16°35′48″ v. d.)           | Královo Pole        | |
| Morávkovo náměstí                      |                               | Brno-Bohunice (49°10′2″ s. š., 16°34′39″ v. d.)                | Bohunice            | Bylo k roku 1997 zrušeno a rozděleno mezi okolní ulice, je součástí ulice Podsedky.                                                           |
| Moravské náměstí                       | Moravské náměstí              | Brno-střed (49°11′57″ s. š., 16°36′27″ v. d.)                  | Město Brno a Veveří | |
| náměstí 28. dubna                      | náměstí 28. dubna             | Brno-Bystrc (49°13′36″ s. š., 16°31′52″ v. d.)                 | Bystrc              | |
| náměstí 28. října                      | náměstí 28. října             | Brno-střed a Brno-sever (49°12′8″ s. š., 16°36′47″ v. d.)      | Černá Pole          | |
| náměstí 3. května                      | náměstí 3. května             | Brno-Jehnice (49°16′17″ s. š., 16°35′46″ v. d.)                | Jehnice             | |
| náměstí Cyrila Laciny                  |                               | Brno-Židenice (49°12′17″ s. š., 16°37′59″ v. d.)               | Zábrdovice          | |
| náměstí Československé armády          | náměstí Československé armády | Brno-střed (49°11′28″ s. š., 16°36′43″ v. d.)                  | Město Brno          | Bylo zrušeno a rozděleno mezi okolní ulice, nyní je součástí ulic Nové sady a Nádražní.                                                       |
| náměstí Dzeržinského                   |                               | Brno-střed (49°10′38″ s. š., 16°35′32″ v. d.)                  | Štýřice             | Bylo zrušeno a rozděleno mezi okolní ulice, nyní je součástí ulice Horní.                                                                     |
| náměstí Emanuela Barši                 | náměstí Emanuela Barši        | Brno-sever (49°12′46″ s. š., 16°37′30″ v. d.)                  | Černá Pole          | Bylo zrušeno a rozděleno mezi okolní ulice, nyní je součástí ulice Mathonova.                                                                 |
| náměstí Emilie Přesličkové             |                               | Brno-Židenice (49°12′16″ s. š., 16°38′5″ v. d.)                | Zábrdovice          | |
| náměstí Karla IV.                      | náměstí Karla IV.             | Brno-Líšeň (49°12′22″ s. š., 16°41′40″ v. d.)                  | Líšeň               | |
| náměstí Manželů Curieových             |                               | Brno-střed (49°12′35″ s. š., 16°35′29″ v. d.)                  | Veveří              | Bylo v roce 1995 zrušeno a rozděleno mezi okolní ulice, nyní je součástí ulice Veveří. Na jeho plochách stojí výškový komplex budov Šumavská. |
| náměstí Míru                           | náměstí Míru                  | Brno-střed (49°12′7″ s. š., 16°34′55″ v. d.)                   | Stránice            | |
| náměstí Ludvíka Kundery                | náměstí Ludvíka Kundery       | Brno-střed (49°11′45″ s. š., 16°36′19″ v. d.)                  | Město Brno          | |
| náměstí Odboje                         |                               | Brno-Medlánky (49°14′29″ s. š., 16°34′15″ v. d.)               | Medlánky            | |
| náměstí Otmara Kučery                  |                               | Brno-Židenice (49°12′25″ s. š., 16°38′5″ v. d.)                | Zábrdovice          | |
| náměstí Republiky                      | náměstí Republiky             | Brno-sever (49°12′42″ s. š., 16°37′52″ v. d.)                  | Husovice            | |
| náměstí Rovnosti                       | náměstí Rovnosti              | Brno-střed (49°11′22″ s. š., 16°36′54″ v. d.)                  | Trnitá              | Bylo k roku 1990 zrušeno a rozděleno mezi ulice Úzká a Dornych.                                                                               |
| náměstí Slovenského národního povstání | náměstí SNP                   | Brno-sever (49°13′7″ s. š., 16°37′14″ v. d.)                   | Černá Pole          | |
| náměstí Svobody                        | náměstí Svobody               | Brno-střed (49°11′42″ s. š., 16°36′30″ v. d.)                  | Město Brno          | |
| náměstí Svornosti                      | náměstí Svornosti             | Brno-Žabovřesky (49°12′52″ s. š., 16°34′53″ v. d.)             | Žabovřesky          | |
| náměstí Vojtěšky Matyášové             |                               | Brno-Řečkovice a Mokrá Hora (49°15′21″ s. š., 16°35′19″ v. d.) | Řečkovice           | |
| Nové náměstí                           |                               | Brno-Řečkovice a Mokrá Hora (49°14′33″ s. š., 16°35′5″ v. d.)  | Řečkovice           | |
| Obilní trh                             | Obilní trh                    | Brno-střed (49°11′56″ s. š., 16°35′52″ v. d.)                  | Veveří              | |
| Olbrachtovo náměstí                    |                               | Brno-Komín (49°13′28″ s. š., 16°33′29″ v. d.)                  | Komín               | |
| Ondříčkovo náměstí                     |                               | Brno-Židenice (49°11′29″ s. š., 16°38′49″ v. d.)               | Židenice            | |
| Palackého náměstí                      | Palackého náměstí             | Brno-Řečkovice a Mokrá Hora (49°15′7″ s. š., 16°34′56″ v. d.)  | Řečkovice           | |
| Palachovo náměstí                      | Palachovo náměstí             | Brno-Starý Lískovec (49°10′31″ s. š., 16°33′56″ v. d.)         | Starý Lískovec      | |
| Pálavské náměstí                       | Pálavské náměstí              | Brno-Vinohrady (49°12′22″ s. š., 16°39′35″ v. d.)              | Židenice            | |
| Pospíšilovo náměstí                    |                               | Brno-sever (49°13′9″ s. š., 16°37′36″ v. d.)                   | Černá Pole          | Bylo zrušeno a rozděleno mezi okolní ulice, nyní je součástí ulice Pospíšilovy.                                                               |
| Proškovo náměstí                       | Proškovo náměstí              | Brno-Maloměřice a Obřany (49°13′15″ s. š., 16°38′41″ v. d.)    | Maloměřice          | |
| Přemyslovo náměstí                     | Přemyslovo náměstí            | Brno-Slatina (49°10′37″ s. š., 16°41′14″ v. d.)                | Slatina             | |
| Rosického náměstí                      | Rosického náměstí             | Brno-Žabovřesky (49°12′53″ s. š., 16°34′7″ v. d.)              | Žabovřesky          | |
| Rostislavovo náměstí                   |                               | Brno-Královo Pole (49°13′24″ s. š., 16°35′52″ v. d.)           | Královo Pole        | |
| Římské náměstí                         | Římské náměstí                | Brno-střed (49°11′33″ s. š., 16°36′42″ v. d.)                  | Město Brno          | Součást ulice Františkánské, nikdy řádně neexistovalo.                                                                                        |
| Slatinské náměstí                      |                               | Brno-Slatina (49°10′6″ s. š., 16°40′40″ v. d.)                 | Slatina             | |
| Slovanské náměstí                      | Slovanské náměstí             | Brno-Královo Pole (49°13′24″ s. š., 16°35′29″ v. d.)           | Královo Pole        | |
| Staré náměstí                          | Staré náměstí                 | Brno-jih (49°8′39″ s. š., 16°37′21″ v. d.)                     | Přízřenice          | |
| Šilingrovo náměstí                     | Šilingrovo náměstí            | Brno-střed (49°11′33″ s. š., 16°36′19″ v. d.)                  | Město Brno          | |
| Šujanovo náměstí                       | Šujanovo náměstí              | Brno-střed (49°11′24″ s. š., 16°37′11″ v. d.)                  | Trnitá              | |
| Tomkovo náměstí                        | Tomkovo náměstí               | Brno-sever (49°12′51″ s. š., 16°38′14″ v. d.)                  | Husovice            | |
| Tuřanské náměstí                       | Tuřanské náměstí              | Brno-Tuřany (49°8′44″ s. š., 16°39′56″ v. d.)                  | Tuřany              | |
| Vaňkovo náměstí                        | Vaňkovo náměstí               | Brno-střed (49°11′42″ s. š., 16°35′9″ v. d.)                   | Stránice            | |
| Wainerovo náměstí                      | Wainerovo náměstí             | Brno-Černovice (49°10′38″ s. š., 16°38′25″ v. d.)              | Černovice           | |
| Zelný trh                              | Zelný trh                     | Brno-střed (49°11′32″ s. š., 16°36′32″ v. d.)                  | Město Brno          | |
| Žerotínovo náměstí                     | Žerotínovo náměstí            | Brno-střed (49°11′54″ s. š., 16°36′14″ v. d.)                  | Město Brno a Veveří | Pojmenováno po Karlu Starším ze Žerotína, dříve Raduitovo náměstí po Ludvíku Raduitovi de Souches.                                            |